# Mbaïki
Mbaïki – miasto w Republice Środkowoafrykańskiej; stolica prefektury Lobaye; 71 600 mieszkańców (2006). Trzecie co do wielkości miasto kraju.